# Gernot Göz
Gernot Reinmar Göz (* 25. November 1947 in Münsingen, Baden-Württemberg) ist ein deutscher Kieferorthopäde, Mund-Kiefer-Gesichtschirurg und Hochschullehrer.

## Leben
Gernot Göz studierte ab 1966 Medizin und Zahnmedizin an den Universitäten Stuttgart und Freiburg. 1973 legte er das ärztliche Staatsexamen ab; 1975 legte er das zahnärztliche Staatsexamen ab, erwarb die Approbation als Zahnarzt und promovierte an der Universität Ulm zum Dr. med. Im Anschluss an seine Medizinalassistentenzeit 1975–1976 erwarb er 1976 die Approbation als Arzt.
Von 1976 bis 1978 diente Göz als Stabsarzt am Bundeswehrzentralkrankenhaus Koblenz in der Abteilung für Mund-, Kiefer- und Gesichtschirurgie.
Von 1978 bis 1980 arbeitete er als Wissenschaftlicher Assistent in der Abteilung für Mund-, Kiefer- und Gesichtschirurgie (Direktor: W. Schilli) des Zentrums für Zahn-, Mund- und Kieferheilkunde der Universität Freiburg i. Br. Dort war er in der Poliklinik, in der Sektion für Paradontalchirurgie und als Stationsarzt tätig. 1979 erhielt er die Anerkennung als Arzt für Mund-, Kiefer- und Gesichtschirurgie.
Von 1980 bis 1990 war Göz Wissenschaftlicher Angestellter in der Abteilung für Kieferorthopädie des Zentrums für Zahn-, Mund- und Kieferheilkunde der Universität Freiburg i. Br. (Direktor: Th. Rakosi); zusätzlich leistete er als Facharzt Bereitschaftsdienste in der Abteilung für Mund-, Kiefer-, Gesichtschirurgie. 1981 wurde er an der Albert-Ludwigs-Universität Freiburg zum Dr. med. dent. promoviert. 1983 erhielt er die Anerkennung als Fachzahnarzt für Kieferorthopädie. 1983–1984 war Göz 11 Monate lang in einer Nebentätigkeit als Fachaufsicht in der Abteilung für Kieferorthopädie der Universität Homburg/Saar eingesetzt. Von 1983 bis 1986 war er insgesamt sechs Monate am Institut für Experimentelle Chirurgie (AO-Forschungsinstitut) Davos/Schweiz zu Fragen der parodontalen Zirkulationsveränderungen unter Zahnbelastung in der Forschung tätig.
1986 habilitierte sich Gernot Göz an der Albert-Ludwigs-Universität Freiburg. Im selben Jahr wurde ihm durch die Deutsche Gesellschaft für Kieferorthopädie der Arnold-Biber-Preis verliehen.
1990 wurde er an der Universität Tübingen auf die C4-Professur für Kieferorthopädie berufen. Seit 1991 zählt er zum Wissenschaftlichen Beirat der Fachzeitschrift Fortschritte der Kieferorthopädie und seit 1993 ist er Vorstandsmitglied der Deutschen Gesellschaft für Kieferorthopädie.
2001 und 2012 war Göz Tagungspräsident der Jahrestagung der Deutschen Gesellschaft für Kieferorthopädie.